# Leandro Grimi
Leandro Grimi est un footballeur argentin né le 9 février 1985 à San Lorenzo. Il mesure 182 cm pour 74 kg. Il évolue au poste d'arrière gauche.

## Carrière
| Période             | Club             | Pays      | Matchs/Buts       |
| 2004-2006           | Huracán          | Argentine | 67 matchs         |
| 2006-jan. 2007      | Racing Club      | Argentine | 11 matchs/ 1 but  |
| jan. 2007-jan. 2008 | Milan AC         | Italie    | 3 matchs          |
| 2007-jan. 2008      | AC Sienne (prêt) | Italie    | 13 matchs         |
| depuis jan. 2008    | Sporting CP      | Portugal  | 35 matchs / 1 but |
| 2011-2012           | KRC Genk (prêt)  | Belgique  | 7 matchs          |

## Palmarès
| Année | Titre                             | Club        | Pays     |
| 2008  | Vainqueur de la Coupe du Portugal | Sporting CP | Portugal |
| 2008  | Finaliste de la Carlsberg Cup     | Sporting CP | Portugal |